# Galluccio
Galluccio is een gemeente in de Italiaanse provincie Caserta (regio Campanië) en telt 2381 inwoners (31-12-2004). De oppervlakte bedraagt 32,0 km², de bevolkingsdichtheid is 77 inwoners per km².
De volgende frazioni maken deel uit van de gemeente: Vedi elenco.

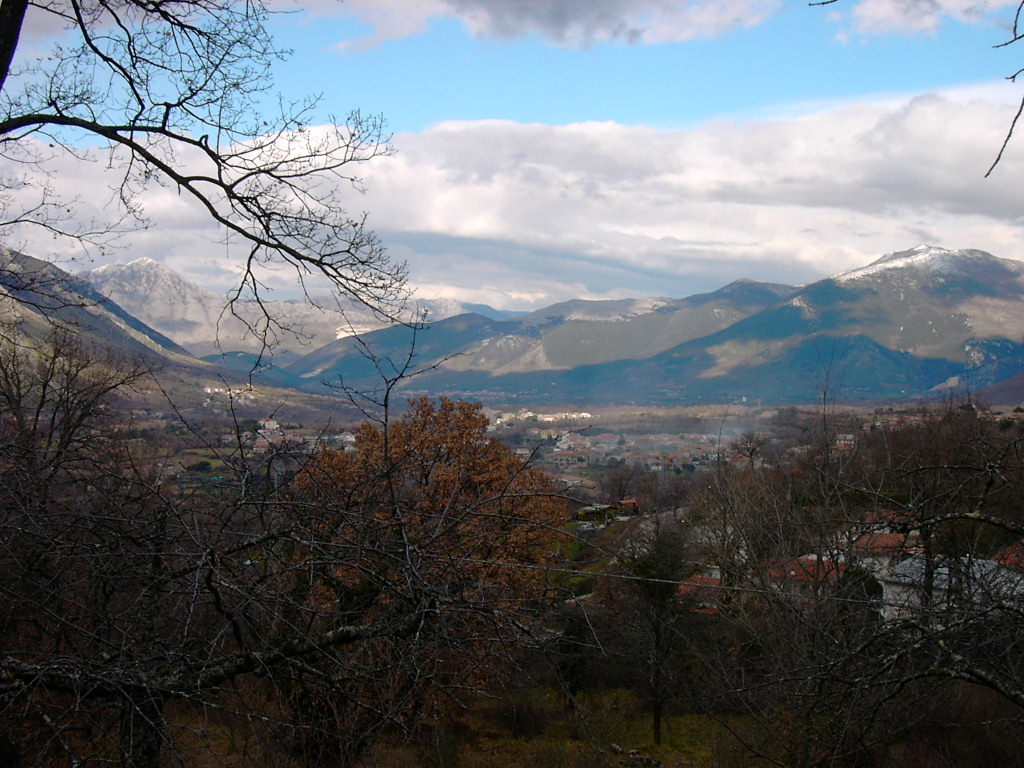
Galluccio
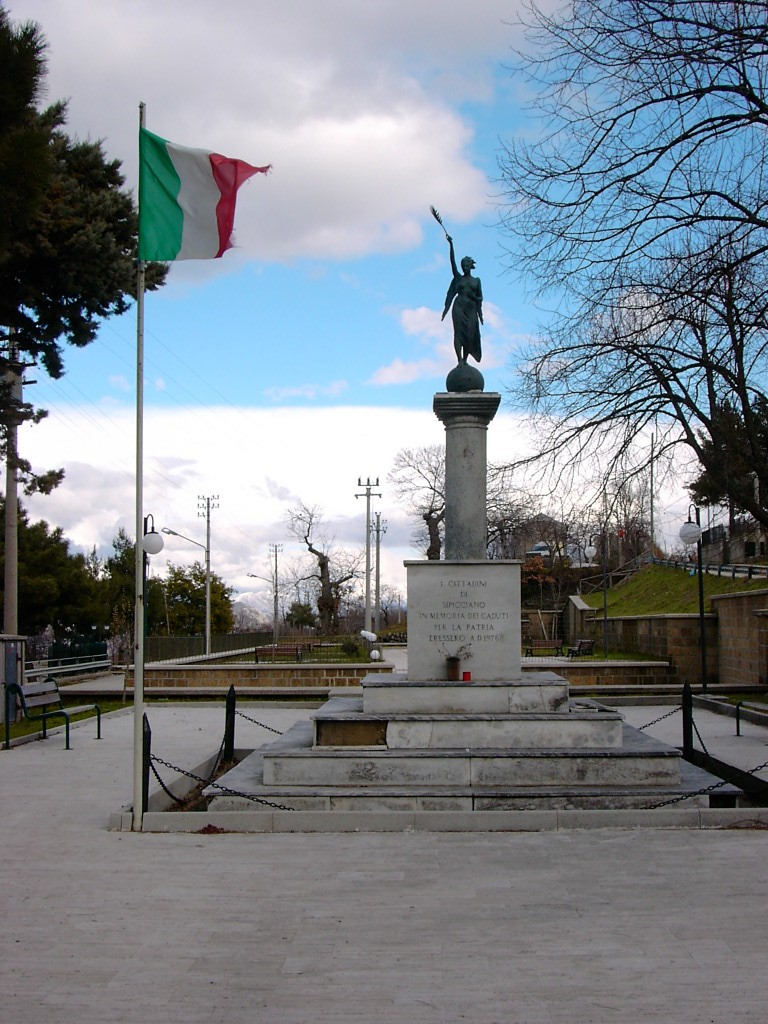
Monument in Galluccio

## Demografie
Galluccio telt ongeveer 910 huishoudens. Het aantal inwoners daalde in de periode 1991-2001 met 2,8% volgens cijfers uit de tienjaarlijkse volkstellingen van ISTAT.
| Jaar | Inwoneraantal |
| ---- | ------------- |
| 1991 | 2453          |
| 2001 | 2385          |

## Geografie
De gemeente ligt op ongeveer 368 meter boven zeeniveau.
Galluccio grenst aan de volgende gemeenten: Conca della Campania, Mignano Monte Lungo, Rocca d'Evandro, Roccamonfina, Sessa Aurunca.

## Foto's

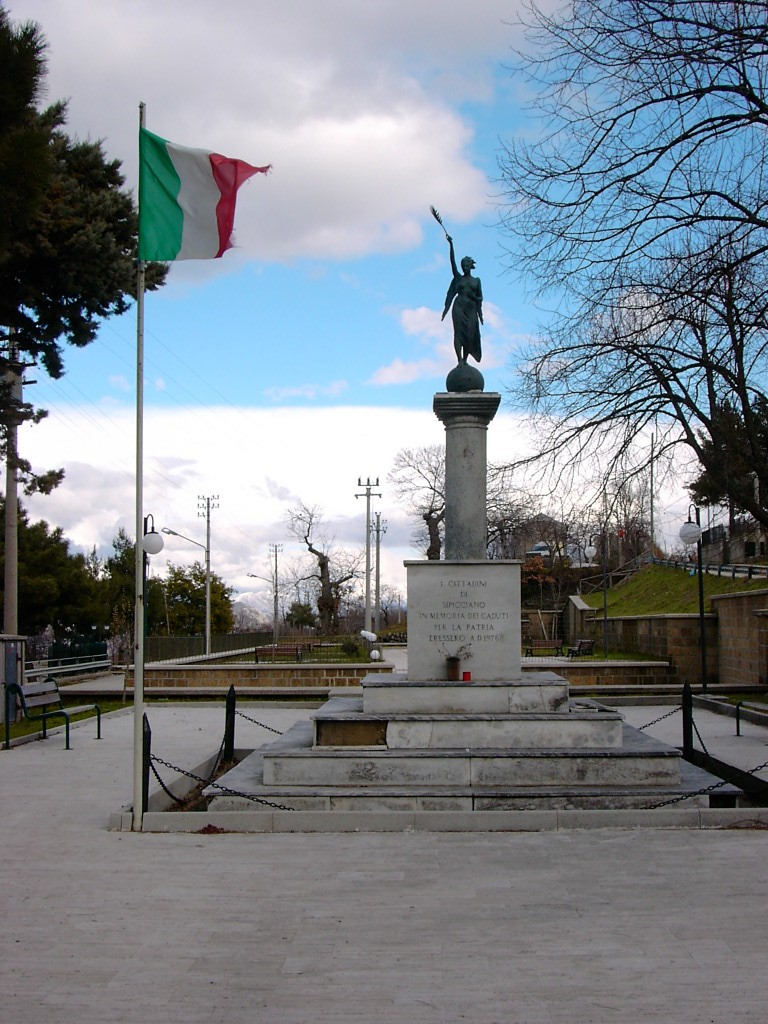
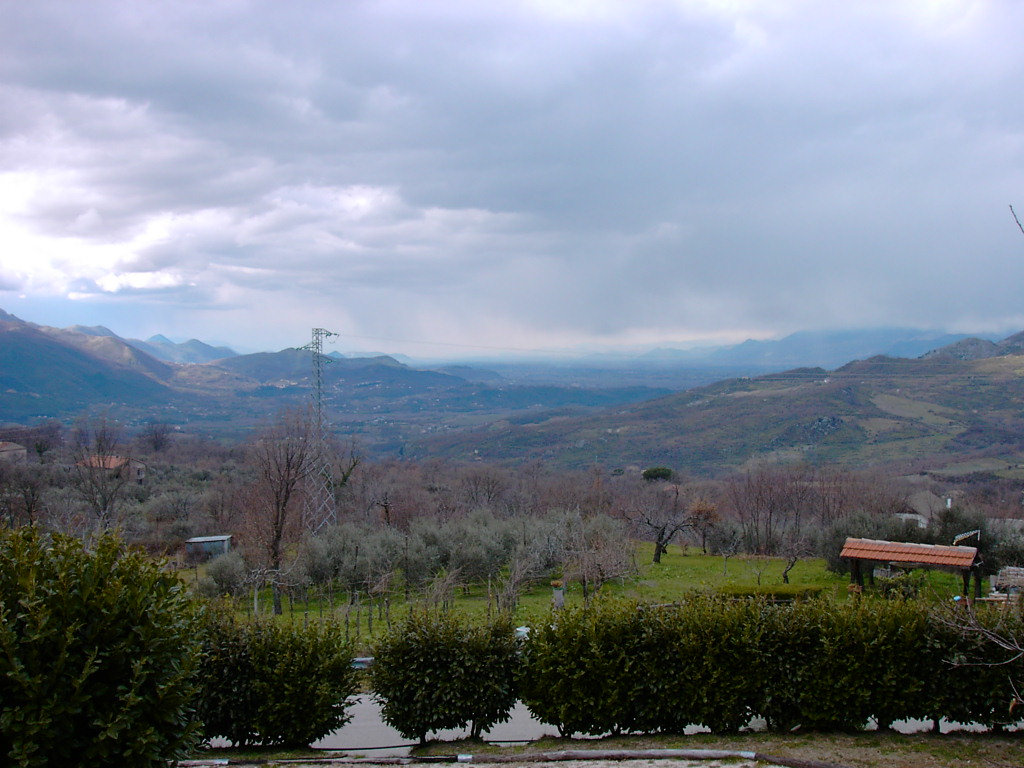
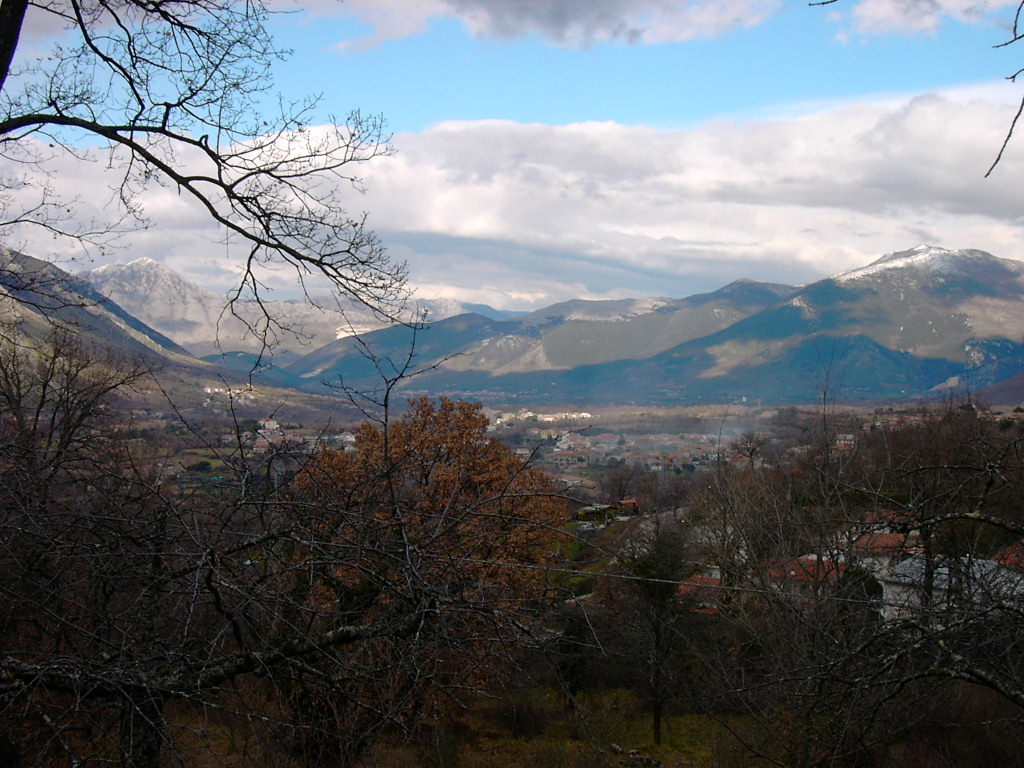